# 3222 Liller
3222 Liller è un asteroide della fascia principale del diametro medio di circa 29,95 km. Scoperto nel 1983, presenta un'orbita caratterizzata da un semiasse maggiore pari a 3,0909797 UA e da un'eccentricità di 0,0575933, inclinata di 15,98101° rispetto all'eclittica.
L'asteroide è dedicato all'astronomo statunitense William Liller.